# 542
542 (DXLII) var ett normalår som började en onsdag i den julianska kalendern.
Det finns indicier från undersökningar av glaciärborrkärnor från Grönland, arkeologiska utgrävningar, träds årsringar med mera att något drastiskt inträffade med klimatet år 542, vilket kan överensstämma med folkliga sägner om till exempel Fimbulvinter i Den poetiska Eddan.

## Händelser

### Okänt datum
- De frankiska kungarna Childebert I och Chlothar I intar Pamplona.

## Födda
- Ming av Västra Liang, kinesisk kejsare.
- Xiaomin av Norra Zhou, kinesisk kejsare.

## Avlidna
- Crimthann Srem mac Echado, kung av Munster.